# Blepharella setifacies
Blepharella setifacies là một loài ruồi trong họ Tachinidae.